# Saison 2022 de l'équipe cycliste Quick-Step Alpha Vinyl
La saison 2022 de l'équipe Quick Step-Alpha Vinyl est la vingtième de cette équipe. Le fabricant de fenêtres Deceuninck est remplacé par Alpha-Vinyl, un nouveau type de parquets de Quick-Step.

## Coureurs et encadrement technique

### Effectif
| Coureur               | Date de Nais.     | Nationalité        | Équipe en 2021        | Vict Ind. | Cont. | Maillot dist.              |
| --------------------- | ----------------- | ------------------ | --------------------- | --------- | ----- | -------------------------- |
| Julian Alaphilippe    | 11 juin 1992      | France             | Deceuninck-Quick Step | 2         | 2024  |                            |
| Kasper Asgreen        | 8 février 1995    | Danemark           | Deceuninck-Quick Step | 0         | 2024  |                            |
| Andrea Bagioli        | 23 mars 1999      | Italie             | Deceuninck-Quick Step | 1         | 2023  |                            |
| Davide Ballerini      | 21 septembre 1994 | Italie             | Deceuninck-Quick Step | 2         | 2023  |                            |
| Mattia Cattaneo       | 25 octobre 1990   | Italie             | Deceuninck-Quick Step | 0         | 2023  |                            |
| Rémi Cavagna          | 10 août 1995      | France             | Deceuninck-Quick Step | 0         | 2023  |                            |
| Mark Cavendish        | 21 mai 1985       | Royaume-Uni        | Deceuninck-Quick Step | 5         | 2022  | - Route                    |
| Josef Černý           | 11 mai 1993       | République tchèque | Deceuninck-Quick Step | 2         | 2023  |                            |
| Tim Declercq          | 21 mars 1989      | Belgique           | Deceuninck-Quick Step | 0         | 2023  |                            |
| Dries Devenyns        | 22 juillet 1983   | Belgique           | Deceuninck-Quick Step | 0         | 2022  |                            |
| Remco Evenepoel       | 25 janvier 2000   | Belgique           | Deceuninck-Quick Step | 15        | 2026  | - Route - Contre-la-montre |
| Mikkel Frølich Honoré | 21 janvier 1997   | Danemark           | Deceuninck-Quick Step | 0         | 2022  |                            |
| Fabio Jakobsen        | 31 août 1996      | Pays-Bas           | Deceuninck-Quick Step | 13        | 2023  | - Route                    |
| Iljo Keisse           | 21 décembre 1982  | Belgique           | Deceuninck-Quick Step | 0         | 2022  |                            |
| James Knox            | 4 novembre 1995   | Royaume-Uni        | Deceuninck-Quick Step | 0         | 2023  |                            |
| Yves Lampaert         | 10 mai 1991       | Belgique           | Deceuninck-Quick Step | 2         | 2022  |                            |
| Fausto Masnada        | 6 novembre 1993   | Italie             | Deceuninck-Quick Step | 1         | 2024  |                            |
| Michael Mørkøv        | 30 avril 1985     | Danemark           | Deceuninck-Quick Step | 0         | 2023  |                            |
| Mauro Schmid          | 4 décembre 1999   | Suisse             | Qhubeka NextHash      | 2         | 2023  |                            |
| Florian Sénéchal      | 10 juillet 1993   | France             | Deceuninck-Quick Step | 1         | 2023  | - Route                    |
| Pieter Serry          | 21 novembre 1988  | Belgique           | Deceuninck-Quick Step | 0         | 2023  |                            |
| Stijn Steels          | 21 août 1989      | Belgique           | Deceuninck-Quick Step | 0         | 2022  |                            |
| Jannik Steimle        | 4 avril 1996      | Allemagne          | Deceuninck-Quick Step | 0         | 2023  |                            |
| Zdeněk Štybar         | 11 décembre 1985  | République tchèque | Deceuninck-Quick Step | 0         | 2022  |                            |
| Martin Svrček         | 17 février 2003   | Slovaquie          | Néo-pro               | 0         | 2024  |                            |
| Bert Van Lerberghe    | 29 septembre 1992 | Belgique           | Deceuninck-Quick Step | 0         | 2023  |                            |
| Stan Van Tricht       | 20 septembre 1999 | Belgique           | SEG Racing Academy    | 0         | 2023  |                            |
| Ilan Van Wilder       | 14 mai 2000       | Belgique           | Team DSM              | 0         | 2023  |                            |
| Mauri Vansevenant     | 1er juin 1999     | Belgique           | Deceuninck-Quick Step | 0         | 2023  |                            |
| Ethan Vernon          | 26 août 2000      | Royaume-Uni        | Néo-pro               | 3         | 2023  |                            |
| Louis Vervaeke        | 6 octobre 1993    | Belgique           | Alpecin-Fenix         | 0         | 2023  |                            |
| Coureurs stagiaires.  |                   |                    |                       |           |       |                            |
| Simone Raccani        | 2 mars 2001       | Italie             | Zalf Euromobil Fior   | 0         | 2022  |                            |

## Champions nationaux, continentaux et mondiaux
| Date              | Course                                                | Maillot | Coureurs         | Pays        | Lieu           |
| ----------------- | ----------------------------------------------------- | ------- | ---------------- | ----------- | -------------- |
| 23 juin 2022      | Championnats de Belgique du contre-la-montre          |         | Remco Evenepoel  | Belgique    | Gavere         |
| 26 juin 2022      | Championnats de France de cyclisme sur route          |         | Florian Sénéchal | France      | Cholet         |
| 26 juin 2022      | Championnats de Grande-Bretagne de cyclisme sur route |         | Mark Cavendish   | Royaume-Uni | Castle Douglas |
| 14 août 2022      | Championnats d'Europe sur route                       |         | Fabio Jakobsen   | Allemagne   | Munich         |
| 25 septembre 2022 | Championnats du monde sur route                       |         | Remco Evenepoel  | Australie   | Wollongong     |